# Дієго Маріньйо
Дієго Маріньйо (ісп. Diego Mariño, нар. 9 травня 1990, Віго) — іспанський футболіст, воротар клубу «Спортінг» (Хіхон). Виступав, зокрема, за клуби «кальчіо Вілларреаль К» та «Реал Вальядолід», а також олімпійську збірну Іспанії.

## Клубна кар'єра
Народився 9 травня 1990 року в місті Віго. Вихованець клубів «Санта-Марінья», «Рапідо де Бузас», «Сардома», «Ареоса» та «Вільярреал».
У дорослому футболі дебютував 2008 року виступами за команду «Вільярреал C», в якій провів два сезони, взявши участь у 48 матчах чемпіонату.  Більшість часу, проведеного у складі У складі, був основним голкіпером команди.
Своєю грою за цю команду привернув увагу представників тренерського штабу клубу «Вільярреал Б», до складу якого приєднався 2010 року. Відіграв за команду дублерів «Вільярреала» наступні два сезони своєї ігрової кар'єри. Граючи у складі другої команди  «Вільярреала» також здебільшого виходив на поле в основному складі команди.
2012 року уклав контракт з клубом «Вільярреал», у складі якого провів наступний рік своєї кар'єри гравця.
З 2013 року один сезон захищав кольори клубу «Реал Вальядолід».  Тренерським штабом нового клубу також розглядався як гравець «основи».
Згодом з 2014 по 2016 рік грав у складі команд «Леванте», «Реал Вальядолід» та «Леванте».
До складу клубу «Спортінг» (Хіхон) приєднався 2016 року. Станом на 15 жовтня 2020 року відіграв за клуб з Хіхона 129 матчів в національному чемпіонаті.

## Виступи за збірні
2008 року дебютував у складі юнацької збірної Іспанії (U-19), загалом на юнацькому рівні взяв участь у 7 іграх, пропустивши 3 голи.
Протягом 2011–2013 років залучався до складу молодіжної збірної Іспанії. На молодіжному рівні зіграв у 6 офіційних матчах, пропустив 1 гол.
2012 року  захищав кольори олімпійської збірної Іспанії. У складі цієї команди провів 3 матчі, пропустив 1 гол. У складі збірної — учасник  футбольного турніру на Олімпійських іграх 2012 року у Лондоні,  футбольного турніру на Олімпійських іграх 2012 року у Лондоні.

## Титули і досягнення
- Чемпіон Європи (U-21): 2011, 2013